# Epiplatys njalaensis
Epiplatys njalaensis är en fiskart som beskrevs av Werner Neumann år 1976. Epiplatys njalaensis ingår i släktet Epiplatys och familjen Nothobranchiidae. IUCN kategoriserar arten globalt som starkt hotad. Inga underarter finns listade i Catalogue of Life.